# Hovmantorps distrikt
Hovmantorps distrikt är ett distrikt i Lessebo kommun och Kronobergs län. 
Distriktet ligger väster om Lessebo. 

## Tidigare administrativ tillhörighet
Distriktet inrättades 2016 och utgörs av en del av området som Hovmantorps köping omfattade till 1971, den del som före 1952 utgjort (huvuddelen av) Hovmantorps socken och som då uppgick i köpingen.
Området motsvarar den omfattning Hovmantorps församling hade 1999/2000 och fick 1961 efter utbrytning av Lessebo församling.